# Труба Рубенса
Труба Рубенса (англ. Rubens' tube, другие названия: труба стоячей волны, огненная труба) — физический эксперимент по демонстрации стоячей волны, основанный на связи между звуковыми волнами и давлением воздуха (или газа).

## Устройство
Отрезок трубы, перфорированный по всей длине. Один конец подключается к маленькому динамику, а второй — к источнику горючего газа (баллону с пропаном). Труба заполнена горючим газом, так что просачивающийся через отверстия газ горит. Если используется постоянная частота, то в пределах трубы может сформироваться стоячая волна. Когда динамик включен, в трубе формируются области повышенного и пониженного давления. Там, где благодаря звуковым волнам находится область повышенного давления, через отверстия просачивается больше газа и высота пламени больше. Благодаря этому можно измерить длину волны просто измеряя рулеткой расстояние между пиками.

## История
Джон Ле Конт (John Le Conte) открыл чувствительность пламени к звуку в 1858 году. В 1862 году Рудольф Кёниг показал, что высоту пламени можно менять, посылая звук в источник газа, и изменения во времени могут быть отображены при помощи вращающихся зеркал. Август Кундт в 1866 году, продемонстрировал акустические стоячие волны, помещая семена плауна или корковую пыль в трубу. Когда в трубу был запущен звук, то из семян сформировались узлы (точки, где амплитуда минимальна) и пучности (антиузлы - области, где амплитуда максимальна), сформированные стоячей волной. Позже, уже в XX веке, Бен (Behn) показал, что маленькое пламя может служить чувствительным индикатором давления. Наконец, в 1904 году, используя эти два важных эксперимента, Генрих Рубенс, в чью честь назвали этот эксперимент, взял 4-метровую трубу, просверлил в ней 200 маленьких отверстий с шагом 2 см и заполнил её горючим газом. После поджигания пламени (высота огоньков примерно одинакова по всей длине трубы), он заметил, что звук, подведённый к концу трубы, создаёт стоячую волну с длиной волны, эквивалентной длине волны подводимого звука.. Кригар-Менцель (O. Krigar-Menzel) помогал Рубенсу с теоретической стороной явления.

## Публичные демонстрации
Труба Рубенса демонстрировалась в The Exploratory в Бристоле, Англия, вплоть до закрытия в 1999 году. Экспонат перемещен в музей @-Bristol. Этот опыт демонстрируется на кафедрах физики во множестве университетов.